# Le Chien de Florence
Le Chien de Florence (titre allemand : Der Hund von Florenz ; titre anglais : The Hound of Florence) est un roman pour la jeunesse autrichien de Felix Salten publié en 1923. Il est surtout connu aujourd'hui pour avoir servi d'inspiration à plusieurs films de Walt Disney Productions, comme Quelle vie de chien ! (1959), Un candidat au poil (1976) et Un chien peut en cacher un autre (1994). 
Le roman a été traduit pour la première fois en anglais en 1930 par Huntley Paterson avec des illustrations de Kurt Wiese. Il est inédit en France. La première version en français est parue en Belgique en 1952, avec une traduction de Maurice Muller-Straus. 

## Synopsis
Au début du XVIIIe siècle en Autriche et en Italie. 
L'adolescent Lukas Grassi a perdu ses parents et vit à Vienne dans une grande pauvreté. Il souhaite retourner dans son Italie natale et aimerait étudier l'art à Florence. Par magie, son vœu est exaucé, mais un jour sur deux, il doit prendre la forme d'un chien, Kambyses, qui appartient à l'archiduc Louis. Alternant quotidiennement entre forme humaine et canine, il voyage de Vienne à Florence avec les troupes de l'archiduc, et doit y mener une double vie. 

## Commentaires
Le Chien de Florence est le seul livre de Felix Salten dans lequel apparaissent des éléments surnaturels ; ils peuvent montrer l'influence de l'écrivain ETA Hoffmann. 
La fin du livre diffère grandement dans la langue originale et dans la traduction anglaise. La version en langue allemande se termine par une tragédie : l'archiduc poignarde le chien à mort avec un poignard, tuant Lukas, et son corps est jeté. Dans la traduction anglaise, une toute nouvelle fin est ajoutée dans six pages supplémentaires : Lukas survit, reçoit des médicaments et s'unit à la courtisane. On ne sait pas si la fin alternative est autorisée par l'auteur.

## Contexte
Le livre a un fond « ouvertement » autobiographique. Dans les années 1890, le journaliste Salten était devenu un ami et un confident de l'archiduc autrichien Léopold Ferdinand et, dans son roman, Salten met à profit ses expériences avec l'archiduc et ses frères. Il a porté le matériel pendant vingt-cinq ans avant d'oser écrire l'histoire. En 1907, il mentionna à Arthur Schnitzler qu'il était alors sur le point de terminer le manuscrit. Cependant, ce n'est qu'en 1921 que le manuscrit a été achevé. 
Certains motifs récurrents dans l'œuvre de Salten apparaissent également dans ce livre : le clivage profond entre les très riches et les très pauvres, et la critique de la noblesse. 
Selon la biographe de Salten, Beverley Driver Eddy, la force de The Hound of Florence réside dans la représentation du chien Kambyses - une "représentation brillante du caractère d'un chien". Salten lui-même était un amoureux des chiens passionné et en a possédé une grande partie de sa vie.
Le Chien de Florence est écrit en une seule pièce. Il n'y a pas de division de chapitres. Cependant, les éditions de langue allemande des années 1920, définies dans Fraktur, utilisent un tiret embelli pour diviser le texte en grandes sections. Une édition des années 1980 utilise des astérisques à cette fin. 

## Disponibilité
L'édition en anglais, The Hound of Florence, était épuisée depuis longtemps. Ce n'est qu'en 2014 qu'une nouvelle édition est publiée, cette fois illustrée par Richard Cowdrey, utilisant la fin alternative.  Le roman a été traduit en français en 1952. L'édition en finnois de 2016 comprend les deux fins.

## Adaptations cinématographiques
Le roman a inspiré les films suivants :
- Quelle vie de chien ! (1959)
- Un candidat au poil (1976)
- The Return of the Shaggy Dog (téléfilm, 1987)
- Un chien peut en cacher un autre (téléfilm, 1994)
- Raymond (2006)